# Terenziano di Todi
Terenziano di Todi (I secolo – 1º settembre 138) è stato un vescovo romano, venerato come santo e martire dalla Chiesa cattolica.

## Biografia
Non esistono dati biografici certi su Terenziano: essendo il suo nome di chiara origine latina gli storici propendono per una provenienza romana. È stato una figura di primo piano nella diffusione del Cristianesimo nell'antica Tuscia.
Dallo studio delle numerose iscrizioni lapidee romane, l'agiografo mons. Zaffarami fa risalire la venuta della gens Terentia (a cui Terenziano sarebbe appartenuto) nel territorio dell'antica Tuscia ai primi anni del II secolo.
Terenziano venne eletto vescovo di Todi in tarda età. Il proconsole Leziano -istigato da Flacco, sacerdote del tempio di Giove- lo accusò di praticare arti magiche. Terenziano venne quindi arrestato e processato. Nonostante le torture cui venne sottoposto, Terenziano non sconfessò il suo credo religioso. Secondo la tradizione gli venne amputata la lingua, ma a diventare muto fu lo stesso Leziano, che morì poco dopo.

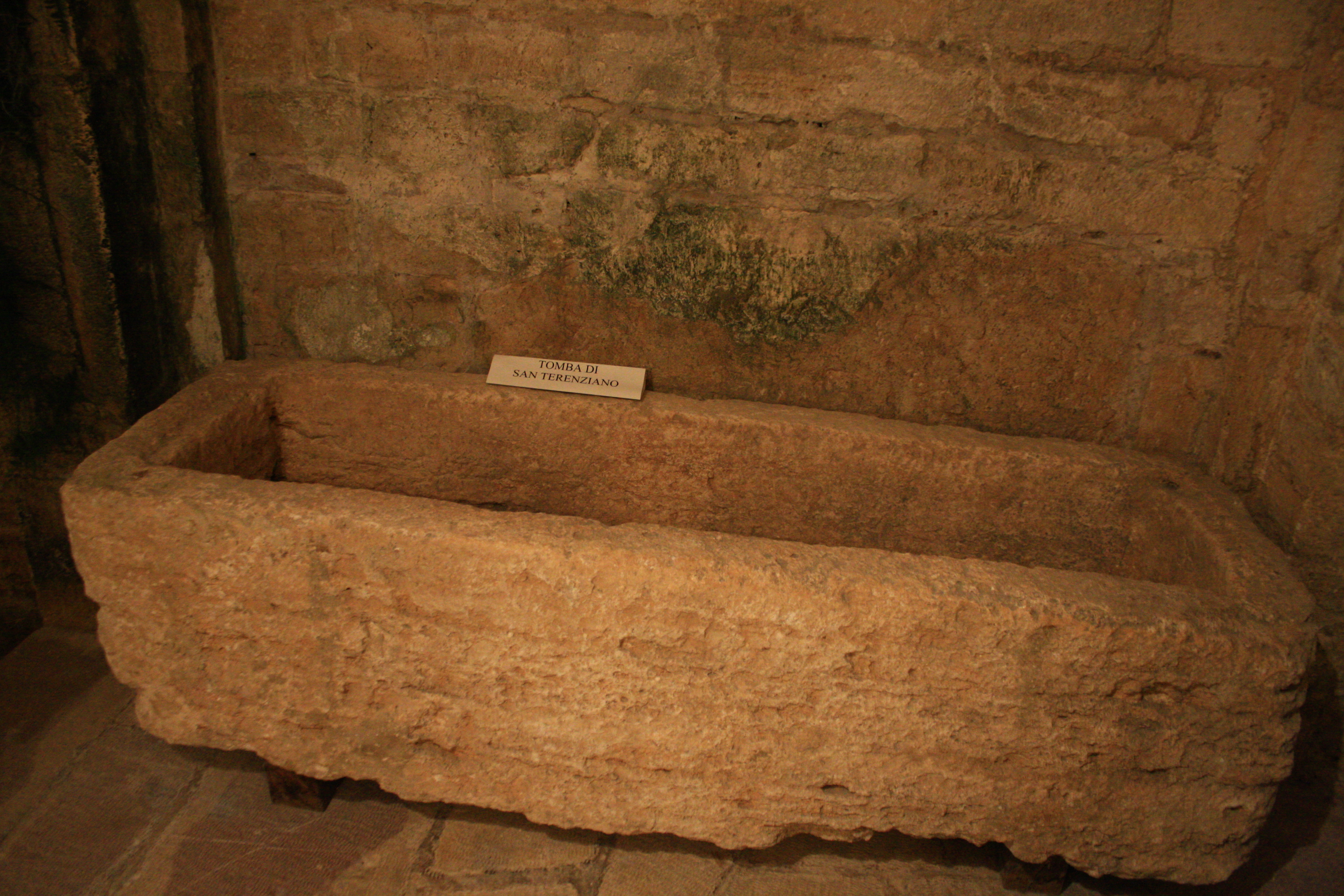
La tomba di San Terenziano, custodita nella chiesa inferiore di San Terenziano (Gualdo Cattaneo - PG)

Il processo fu ripreso dagli augustali Celso e Leonzio e vide il coinvolgimento come coimputato di Flacco, nel frattempo convertito e battezzato dallo stesso Terenziano. Saranno entrambi condannati alla decapitazione. Era il primo di settembre, incerta è la datazione. Secondo la Passio Sancti Terenctiani il martirio sarebbe avvenuto 85 anni dopo la morte di Cristo; il Martirologio Romano invece colloca il martirio verso l'anno 138 (comunque sotto l'impero di Adriano) mediante crudeli tormenti, la recisione della lingua e il troncamento del capo.
Secondo la tradizione due cristiani, avvertiti in sogno, seppellirono i corpi di Terenziano e Flacco in un luogo chiamato Colonia che distava otto miglia dalla città. Da quel momento il luogo venne identificato con il nome del santo: San Terenziano.
La Passio Sancti Terenctiani, che ebbe una grande diffusione nel medioevo, ponendo il martirio sotto l'imperatore Adriano è l'unico testo che fa risalire la diocesi umbra al II secolo. Non solo, ma rimarcando l'età avanzata di Terenziano all'epoca del martirio, di fatto suggerisce la suggestiva ipotesi dell'apostolicità della chiesa di Todi.
In realtà eminenti studiosi ritengono l'ipotesi non credibile. In particolare nel Martirologio Geronimiano al primo di settembre si fa esplicito riferimento In Tudertina Tusciae Terentiani episcopi e l'espressione ha indotto l'autorevole Lanzoni a collocare un Terenziano vescovo nel IV secolo. La tesi ha evidentemente ragioni e controragioni. Queste ultime si nutrono essenzialmente del fatto che l'espressione episcopi normalmente non è riferita ai vescovi martiri. Mentre a favore della tesi lanzoniana, l'agiografo Giovanni Lucchesi osserva che l'antica cattedrale di Todi fu la pieve extraurbana di san Terenziano ed è notorio che la titolazione delle cattedrali indica piuttosto il costruttore che il santo.

## Il culto
La sua Memoria liturgica cade il 1º settembre. Il culto di san Terenziano è diffuso in molte zone d'Italia.
A Capranica
In particolare san Terenziano è il santo patrono di Capranica dove sono conservate sue reliquie. In onore al Patrono dal XVI secolo è costituita l'omonima confraternita religiosa la quale ogni anno cura, la prima domenica di settembre, la solenne processione con il busto del Santo. 
Capranica festeggia il suo Patrono la prima domenica del mese di settembre, anche se in verità la festività liturgica, ricordo della morte e martirio, è riconducibile al giorno 1 dello stesso mese.
Il culto di san Terenziano a Capranica può essere fatto risalire al 1260, quando Pandolfo II Anguillara, come bottino di guerra per la riconquista di Todi ribellatasi al Papa Alessandro IV, dopo averle trafugate, vi porta le reliquie. L'arrivo di queste reliquie si ritiene possa essere stato interpretato come segno divino dall'allora comunità di Capranica, al punto che la devozione popolare affermatasi nel tempo acclamò il Santo martire, del quale peraltro possedeva e venerava le reliquie da qualche tempo, a celeste intermediario di protezione.
Quale manifestazione devozionale, nel XVI secolo sulla sommità di un monte prospiciente l'abitato di Capranica (che da allora è identificato come monte di San Terenziano) è stata edificata una chiesetta rurale (oggetto di recente di un restauro conservativo) nonché costituita una confraternita religiosa, giunta ai giorni nostri e titolata ai Santi Terenziano e Rocco (fonte RICLAN64 - Lanzalonga Riccardo).
A Pieve di Bagnone
Altro paese che celebra Terenziano è la piccola frazione del comune di Bagnone denominata Pieve per la presenza dell’antica ed importante chiesa parrocchiale dei santi Ippolito e Cassiano.
Nella chiesa parrocchiale, ogni anno, il 29, 30 e 31 di agosto si recitano i rosari e si celebra la santa messa nella chiesa parrocchiale come preparazione alla festa di San Terenziano. Dopo la messa del 31 agosto si sale in processione verso l’oratorio di San Terenziano, dove il giorno successivo si celebrano altre liturgie eucaristiche e una processione nei vicini boschi.
Il giorno 2 settembre, la mattina, viene portata in processione dalla parrocchiale la statua della Madonna,  si celebra  un’altra messa all’oratorio per  scendere di nuovo in processione verso la chiesa parrocchiale con le due statue: quella di Terenziano e quella di Maria.
Dall’anno 2025, tuttavia, a causa del calo delle partecipazioni alle cerimonie, gli eventi si svolgono nell’ultimo weekend di agosto, facendo cadere la festa del Santo il sabato, la processione con la Madonna la domenica mattina, il triduo preparativo dal mercoledì e la processione serale il venerdì.
Queste celebrazioni radunano non solo tutta la popolazione del piccolo paesino di Bagnone, ma anche molti abitanti del territorio comunale e di tutta la Lunigiana.